# أنطونيو تابوكي
أنطونيو تابوكي (بالإيطالية: Antonio Tabucchi)‏؛ (23 سبتمبر 1943 - 25 مارس 2012)، هو كاتب وأكاديمي إيطالي يحاضر في اللغة والآداب البرتغالية بجامعة سيينا في إيطاليا، ذو هوى برتغالي عميق، وهو مترجم خبير للكاتب فرناندو بيسوا، وبه تأثر تابوكي بمواضيع الحنين إلى الماضي والخيال وتعدد الهويّة، وقد التقى أنطونيو بأعمال بيسوا لأول مرة في الستينيات الميلادية، حينما كان يدرس في السوربون، وبلغ منه الإعجاب حدًا جعله يدرس اللغة البرتغالية خصّيصاً ليفهم بيسوا على نحو أفضل.
تمت ترجمة كتب ومقالات تابوكي في 18 بلد، منها اليابان، كما أنه ترجم أعمالاً كثيرة لبيسوا إلى الإيطالية، وألّف كتاباً من مقالات وكوميديات عنه، وهو مؤلف الرواية الرائعة (بيريرا يدعي) ورواية (تريستانو يحتضر) وهي مترجمة للعربية وأعمال رائعة أخرى مثل:
```
(رأس داماسثنو مونتيرو الضائع)
و (ليال هندية)
و (ساحة إيطاليا) و (هذيان)، كما كتب «زوجة بورتو بيم وقصص أخرى» و‹رأس داماسينو الضائع» و‹الملاك الأسود» و‹طيور فرا انجيليكو» و‹ليلية هندية» و‹روكييم» و‹الزمن يشيخ بسرعة» وغيرها من الروايات المكتوبة بالإيطالية باستثناء «روكييم» التي كتبها بالبرتغالية.
```

نال تابوكي الجائزة الفرنسية "Médicis étranger". وجائزة البريميو كامبيلو. والأريستوين.

## حياته
وُلد تابوكي في 23 سبتمبر 1943 بمدينة بيسا لكنه نشأ بمنزل جدّيه بقرية فيتشيانو القريبة، وخلال أعوام دراسته بالجامعة، سافر كثيرًا حول أوروبا متتبعاً آثار أدباء قرأ لهم في مكتبة عمه. وخلال إحدى هذه الرحلات وجد قصيدة «تاباكاريا»(أو محلّ التبغ)، ضمن كتب قديمة تباع بالقرب من غار دو ليون بباريس، وموقّعة بـ«آلفارو دو كامبو»، أحد أسماء الهويّات التي كتب بها فرناندو بيسوا، وكانت القصيدة مترجمة إلى الفرنسية بواسطة بيير هوركاد، ومن هنا بدأ هواه الذي استمر عشرين سنة.
زار لشبونة وازداد اهتمامه بالمدينة والبلد ككل (البرتغال)، وتخرّج في 1969 بعدما قدّم أطروحته «السوريالية في البرتغال»، وفي 1973 عُيّن مدرساً للغة والآداب البرتغالية في بولونا، وفي العام ذاته كتب روايته الأولى «ساحة إيطاليا» (بالإيطالية: Piazza d'Italia) وفيها وصف للتاريخ من وجهة نظر المهزومين في هذه الحالة وهم الفوضويون التوسكان، وتوفي في 25 مارس 2012 عن عمر يناهز 68 عاما، ووسط تأبين الصحافة الثقافية الغربية لهذا الكاتب الكبير، نقلت أكثر من صحيفة عن تابوكي قوله في سياق حوار مستفيض مع «المجلة الأدبية الفرنسية»: «لا أعلق آمالا على الخلود»، مضيفا، أن «الخوف هو الوقود لمحرك الكتابة»، وذهب إلى أنه أصبح كاتبا بالمصادفة، وبسبب الشعور بالضجر، ورأى أنه «إذا كان الكاتب يجني ألوانا من المعاناة بسبب الكتابة، فإنه يجني منها أيضا مسرات وملذات عظيمة»، وأضاف: «ربما تعتبر حياتنا في العمق بحثا عن ذواتنا، والسرد وسيلة لفهم من نحن وما ننشده ونسعى إليه، فالحياة غير مفهومة، ومن هنا نشعر بالحاجة لمنحها قالبا سرديا منطقيا يربط الأحداث ويخلق معنى»، ويوصف تابوكي بأنه «مثقف عضوي وكاتب ملتزم وصاحب مواقف سياسية احتجاجية»، وهو كان من أشد خصوم رئيس الوزراء الإيطالي السابق سيلفيو بيرلسكوني بتوجهاته الرأسمالية المتوحشة، بقدر ما عبرت مواقفه الاحتجاجية عن خلاف مع كتاب آخرين، مثل أمبرتو إيكو حول دور المثقف، حيث ذهب الأخير إلى أنه «على المثقف أن يصمت»، وفيما جاءت روايته الأخيرة بعنوان «الزمن يشيخ بسرعة»، قال تابوكي: «ربما يكتب المرء لأنه يهاب الموت، غير أنه بوسعنا أن نقول أيضا إننا نكتب لأننا نهاب الحياة.. أخاف من الأشخاص الذين لا يشعرون بالخوف، وأفضل الأشخاص الذين يخافون لأن الخوف إنساني».

## من مؤلفاته المترجمة للعربية
- رواية: «سراب».
- رواية: «إيزابيل».
- رواية: «بيريرا يدعي».
- رواية: «هذيان».
- رواية: «تريستانو يحتضر».
- رواية: «رأس دا ماشينو مونتيرو المفقود».
- كتاب: «الحنين إلى الممكن».

## روابط خارجية
- أنطونيو تابوكي على موقع IMDb (الإنجليزية)
- أنطونيو تابوكي على موقع مونزينجر (الألمانية)
- أنطونيو تابوكي على موقع ألو سيني (الفرنسية)
- أنطونيو تابوكي على موقع ميوزك برينز (الإنجليزية)
- أنطونيو تابوكي على موقع أول موفي (الإنجليزية)
- أنطونيو تابوكي على موقع إن إن دي بي (الإنجليزية)
- أنطونيو تابوكي على موقع ديسكوغز (الإنجليزية)
- أنطونيو تابوكي على موقع قاعدة بيانات الفيلم (الإنجليزية)
- أنطونيو تابوكي على موقع كينوبويسك (الروسية)